# Snapshots
Snapshots è un album di Kim Wilde, pubblicato nel 2011 dalla Sony Music Germany, su etichetta Columbia SevenOne Music.

## Tracce
1. It's Alright – 4:16 (Anthony Mortimer)
2. In Between Days – 3:07 (Robert James Smith)
3. About You Now – 3:36 (Cathy Dennis, Lukasz Gottwald)
4. Sleeping Satellite – 4:09 (John Bryan Beck, John Hughes, Tasmin Archer)
5. To France – 4:01 (Mike Oldfield)
6. A Little Respect – 3:23 (Andrew Ivan Bell, John Vincent Martin)
7. Remember Me – 3:51 (Nickolas Ashford, Valerie Simpson)
8. Anyone Who Had A Heart – 3:51 (Burt Bacharach, Hal David)
9. Wonderful Life – 4:50 (Colin Vearncombe)
10. They Don't Know – 2:39 (Kirsty Maccoll)
11. Beautiful Ones – 3:48 (Brett Lewis Anderson, Richard John Oakes)
12. Just What I Needed – 3:46 (Richard Ocasek)
13. Ever Fallen In Love (With Someone You Shouldn't 've) – 3:17 (Peter Shelley)
14. Kooks – 2:52 (David Bowie) – duet with Hal Fowler

"Exklusive Edition" (CD)
1. Forever Young – 3:55 (Marian Gold)